# Encentrum astridae
Encentrum astridae är en hjuldjursart som beskrevs av Sørensen 200. Encentrum astridae ingår i släktet Encentrum och familjen Dicranophoridae. Inga underarter finns listade i Catalogue of Life.